# Хохлатка благородная
Хохла́тка благоро́дная (лат. Corýdalis nóbilis) — вид двудольных цветковых растений, включённый в род Хохлатка (Corydalis) подсемейства Дымянковые (Fumarioideae) семейства Маковые (Papaveraceae).

## Ботаническое описание

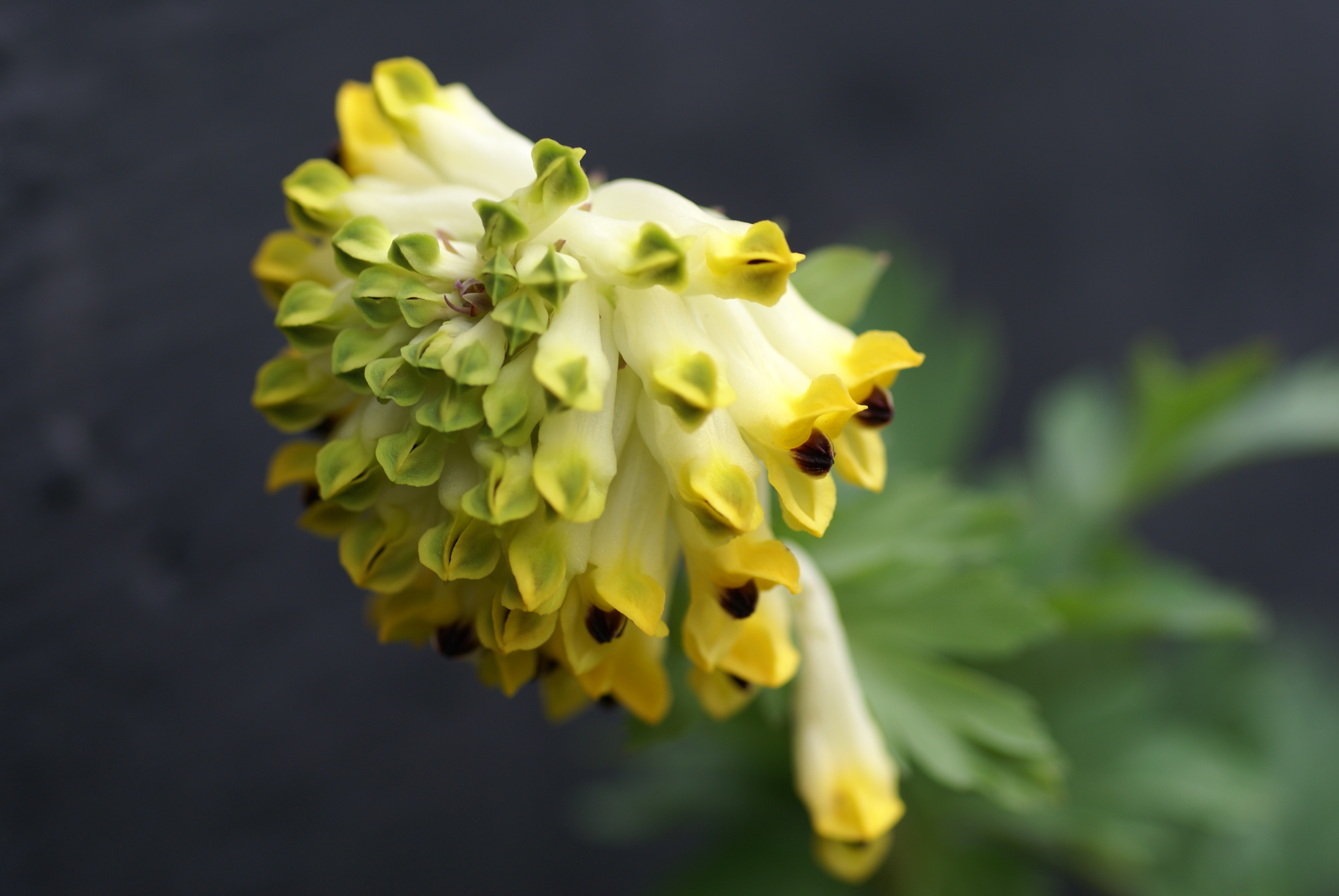
Распускающиеся цветки

Хохлатка благородная — многолетнее травянистое растение с ветвящимся корневищем. Стебли простые, прямостоячие, полые, до 80 см в высоту. Прикорневые листья на черешке до 20 см длиной, сама пластинка дважды перисторассечённая, 12—20×10—17 см. Листочки продолговатые, с притупленным или острым концом. Стеблевые листья отличаются от прикорневых меньшими размерами и более коротким черешком.
Цветки собраны по 20—35 в густое кистевое соцветие на верхушке стебля. Верхние прицветники разделены на многочисленные линейные сегменты, нижние прицветники цельные, узкие. Чашелистики яйцевидные, с зубчатым краем. Лепестки венчика жёлтые, верхушка внутренних лепестков фиолетово-чёрная. Шпорец верхнего внешнего лепестка прямой или слабо изогнутый, цилиндрический. Нижний внешний лепесток лодочкообразный. Пестик с округлым рыльцем.
Плод — продолговато-яйцевидная коробочка до 2 см длиной и около 0,6 см шириной. Семена чёрные, блестящие, расположенные в коробочке в два ряда, около 2 мм в диаметре.
Цветение наблюдается в начале мая, плодоношение — в конце месяца.

## Ареал
Естественный ареал хохлатки — Сибирь, Казахстан, Монголия и северный Китай (Синьцзян-Уйгурский автономный район).

## Таксономия

### Синонимы
- Bulbocapnos nobilis (L.) Bernh., 1833
- Calocapnos nobilis (L.) Spach, 1839
- Capnogorium nobile (L.) Bernh., 1842
- Capnoides nobilis (L.) Moench, 1794
- Fumaria nobilis L., 1767basionym
- Fumaria sativa Scop. ex Steud., 1840, nom. inval.